# Symphitoneuria lacsiensis
Symphitoneuria lacsiensis là một loài Trichoptera trong họ Leptoceridae. Chúng phân bố ở miền Australasia.